# Chřibská
Chřibská (německy Kreibitz) je město v okrese Děčín, v Lužických horách, ve Šluknovském výběžku, na okraji Národního parku České Švýcarsko. Žije zde přibližně 1 300 obyvatel. 

## Geografie

### Poloha

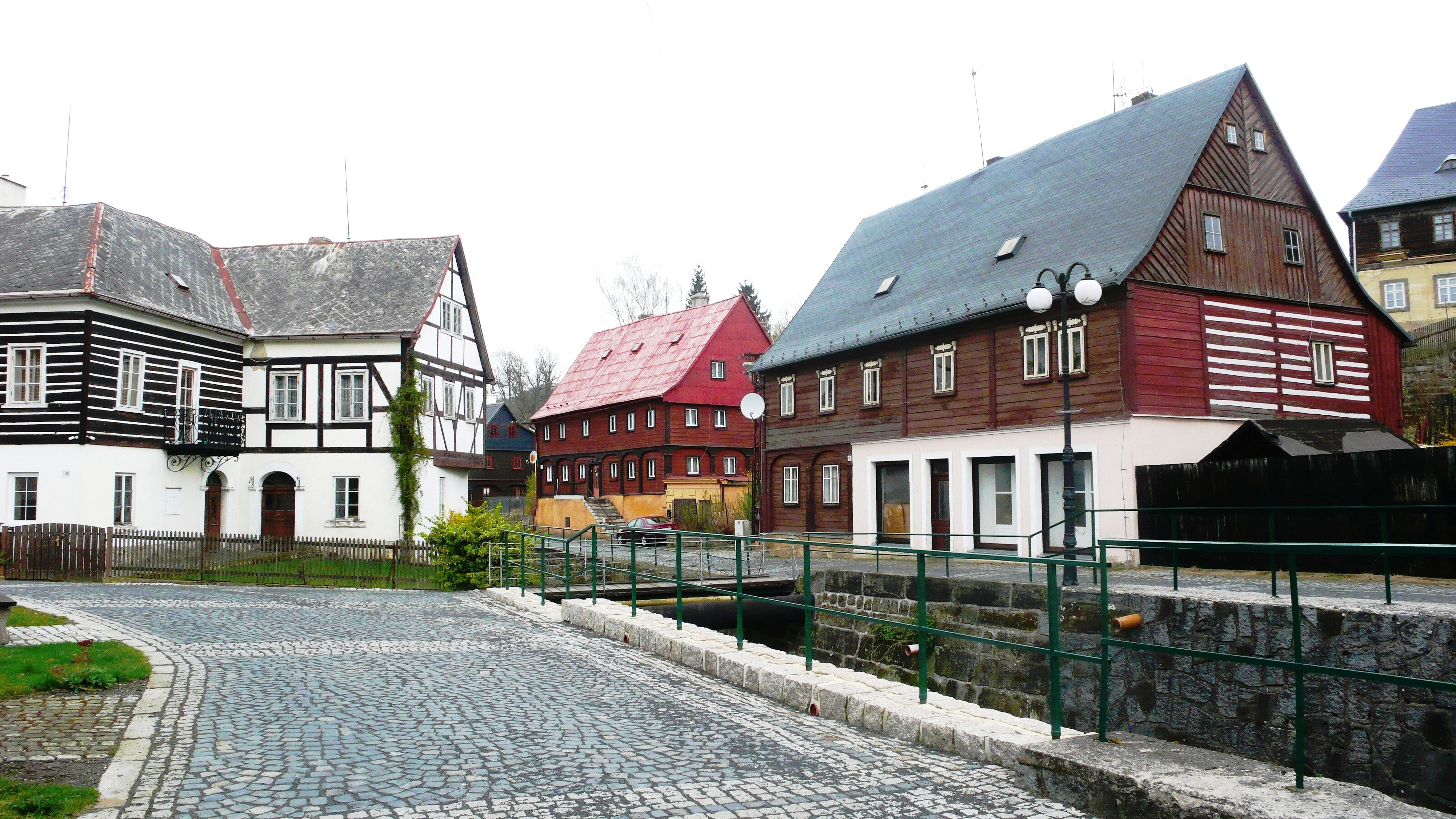
Historické podstávkové domky podél říčky Chřibské Kamenice

Město Chřibská je součástí Mikroregionu Tolštejn. Rozkládá se podél toku říčky Chřibské Kamenice v délce téměř pěti kilometrů v jednom z údolí Lužických hor na jižním okraji Šluknovského výběžku. Severně od města se vypíná pověstmi opředená hora Spravedlnost (něm. Iricht), kde až do roku 1579 bylo popraviště. Jihovýchodním směrem od části Horní Chřibská se nachází Chřibská přehrada.
Sousedními obcemi sídla jsou Kytlice, Doubice, Jetřichovice, Krásná Lípa, Kunratice, Česká Kamenice a Rybniště.

### Členění
Město tvoří části Dolní Chřibská (něm. Niederkreibitz), Chřibská (Kreibitz), Horní Chřibská (Oberkreibitz) a Krásné Pole (Schönfeld), které na sebe bezprostředně navazují. Naproti tomu nedaleká Nová Chřibská, ležící východně, není součástí Chřibské, ale patří k obci Rybniště, stejně jako nádraží Chřibská, nacházející se v osadě Nový Semerink v lesích asi dva kilometry od Horní Chřibské. Chřibskou protéká říčka Chřibská Kamenice. Jihovýchodně nad městem se nachází (v katastrálním území Rybniště při hranici Horní Chřibské) Chřibská přehrada.

## Historie
Chřibská vznikla jako ves lánového typu, budovy jsou rozmístěné v úzkém pruhu podél Chřibské Kamenice. Vznikla původně jako slovanské 

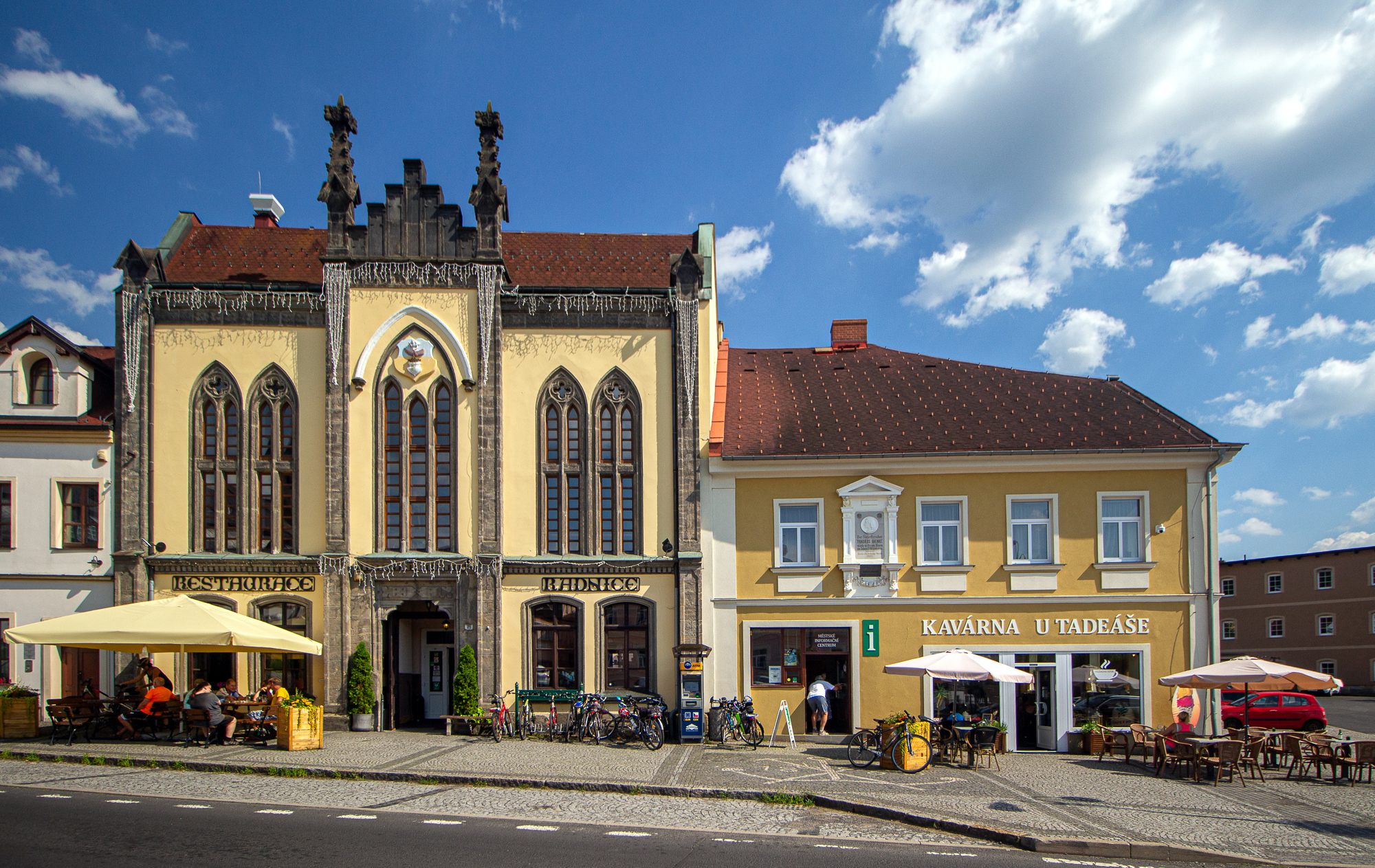
Historická radnice na náměstí

sídliště v kotlině, kterou procházela obchodní stezka z Čech do Lužice.
Nejstarší písemná zmínka o obci coby farní vsi pochází z roku 1352. Ještě starší historii města naznačuje kámen nesoucí letopočet 1144, nalezen byl při přestavbě kostela. 
Ves náležela k Tolštejnskému panství a roku 1428 přešla do držení rodu děčínských Vartenberků. V té době v Chřibské existovala nejstarší sklářská huť v celém středoevropském regionu, která podle zápisů v dvorských deskách existovala již v letech 1426 a 1428. Nejstarší zápis o ní v knize města je z roku 1514, kdy patřila Veitu Friedrichovi, který byl zároveň městským šoltysem. Hovoří se v ní o tom, že huť je v provozu již přes 100 let, tj. musela existovat již v roce 1414. Po dobu trvání hutě v Chřibské zde působila řada sklářských mistrů, zejména rodina Friedrichů. Jednu dobu byla huť majetkem firmy Mayer a syn. Později byla obec známa také výrobou skleněných harmonik.
Roku 1614 přešla obec do vlastnictví šlechtického rodu Kinských se sídlem v České Kamenici. V roce 1570 získala Chřibská městská práva.
Po druhé světové válce se stala součástí podniků Borské sklo, resp. Crystalex Nový Bor. Vyrábělo se tu nejprve zelené lesní sklo, potom surovina pro broušení, rytí a malování. Huť vyráběla až do roku 2007, kdy její provoz z ekonomických důvodů skončil. Areál hutě si následně mezi sebe rozdělilo několik soukromých firem, které zde podnikají v oborech, jež nemají již žádnou spojitost se sklem.
V roce 1869 žilo v chřibském údolí celkem 5777 obyvatel, což je nejvyšší počet, který byl kdy zaznamenán.
Většina obyvatel byla německé národnosti, po odsunu došlo k prudkému poklesu počtu obyvatel. Nově příchozí čeští podnikatelé často vyváželi vybavení německých provozů z pohraničí a ukončovali výrobu, což způsobilo další úbytek obyvatel. Bylo zbouráno několik domů, včetně některých na náměstí.
Po roce 1989 docházelo k postupné obnově.
Od 10. října 2006 je Chřibská opět městem.

## Obyvatelstvo
Při sčítání lidu v roce 1921 zde žilo 1 478 obyvatel (z toho 668 mužů), z nichž bylo 54 Čechoslováků, 1 399 Němců, jeden Žid a 24 cizinců. Většina se hlásila k římskokatolické církvi, jedenáct lidí bylo evangelíky, dvanáct patřilo k izraelské církvi, devět k nezjišťovaným církvím a jeden člověk byl bez vyznání. Podle sčítání lidu z roku 1930 měla vesnice 1 600 obyvatel: sedmdesát Čechoslováků, 1 525 Němců, jednoho Žida a čtyři cizince. Kromě římskokatolické většiny ve vsi žilo dvanáct evangelíků, dva členové církve československé, jedenáct židů, dvanáct členů nezjišťovaných církví (z toho jedenáct lidí u starokatolické církve) a čtyřicet lidí bez vyznání.
|                                                                                                 | 1869  | 1880  | 1890  | 1900  | 1910  | 1921  | 1930  | 1950 | 1961 | 1970 | 1980 | 1991 | 2001 | 2011 |
| ----------------------------------------------------------------------------------------------- | ----- | ----- | ----- | ----- | ----- | ----- | ----- | ---- | ---- | ---- | ---- | ---- | ---- | ---- |
| Obyvatelé                                                                                       | 1 921 | 1 919 | 1 728 | 1 749 | 1 710 | 1 478 | 1 600 | 547  | 648  | 692  | 801  | 702  | 702  | 686  |
| Domy                                                                                            | 242   | 251   | 253   | 269   | 272   | 273   | 287   | 264  | 421  | 148  | 137  | 128  | 147  | 158  |
| Data z roku 1961 zahrnují i domy z místních částí Dolní Chřibská, Horní Chřibská a Krásné Pole. |       |       |       |       |       |       |       |      |      |      |      |      |      |      |

## Doprava
Chřibskou protíná silnice II/263 z České Kamenice do Rybniště. Nejbližší železniční tratí je trať Děčín – Benešov nad Ploučnicí – Rumburk, zastávka Chřibská je však od centra obce vzdálená téměř 4 km pěšky a přes 5 km automobilem. O něco bližší je nádraží v Rybništi, odkud navíc vychází trať do Varnsdorfu. V Chřibské denně zastavuje 6 párů osobních vlaků v přibližně dvouhodinovém taktu na trase Děčín – Dolní Poustevna, rychlíky a některé osobní vlaky zastávku projíždějí, ale zastavují v Rybništi. Rybniště navíc obsluhuje 8 párů vlaků do Liberce.

## Významní rodáci
- sklářská rodina Friedrichů, vlastníci hutě v letech 1504–1689
- Malachias Siebenhaar (1616–1685), hudební skladatel
- Ferdinand Pohl (1748–1809), zakladatel výroby skleněných harmonik
- Tadeáš Haenke (1761–1817), lékař, cestovatel a přírodovědec. Jedná se o objevitele největší leknínové rostliny světa viktorie královské. Jeho objevy z pralesů Jižní Ameriky mají platnost dodnes.
- Johann Kny (1854–1906), česko-německý obchodník a výrobce hodinek
- Amandus John (1867–1942), rakouský benediktin a politik
- Inge Methfesselová (1924–2021), německá spisovatelka
- Hellmut Wollmann (* 1936), politolog a správní vědec

## Pamětihodnosti
- Kostel svatého Jiří

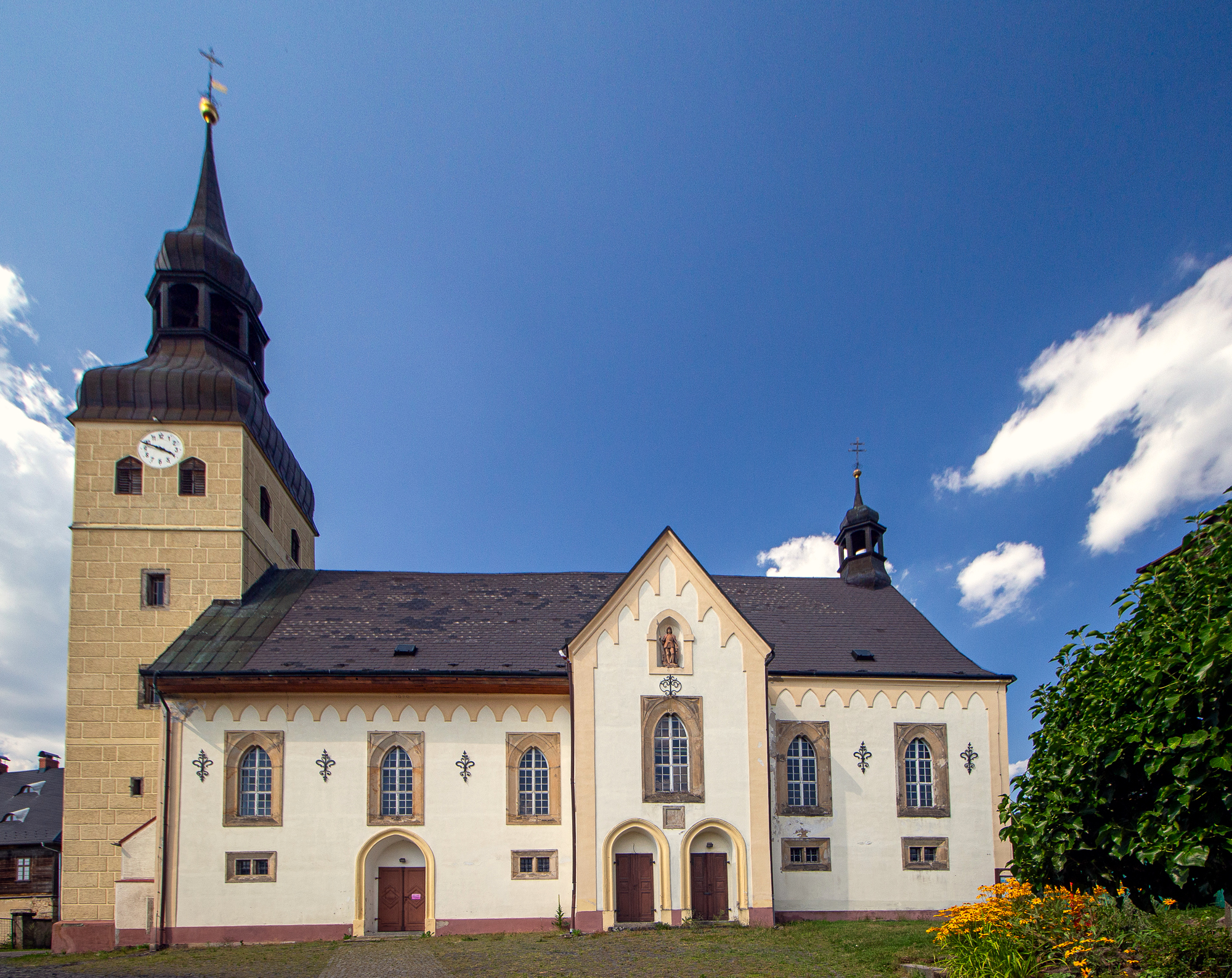
Kostel svatého Jiří

- Silniční most se sochami svatého Jana Nepomuckého a Panny Marie na náměstí
- Fara čp. 9
- Radnice čp. 21
- Venkovská usedlost čp. 10
- Venkovská usedlost čp. 160
- Venkovská usedlost čp. 182
- Vodní náhon a akvadukt – technická památka z roku 1888 v Dolní Chřibské
- Hornův mlýn na koření čp. 35 v Dolní Chřibské

## Galerie

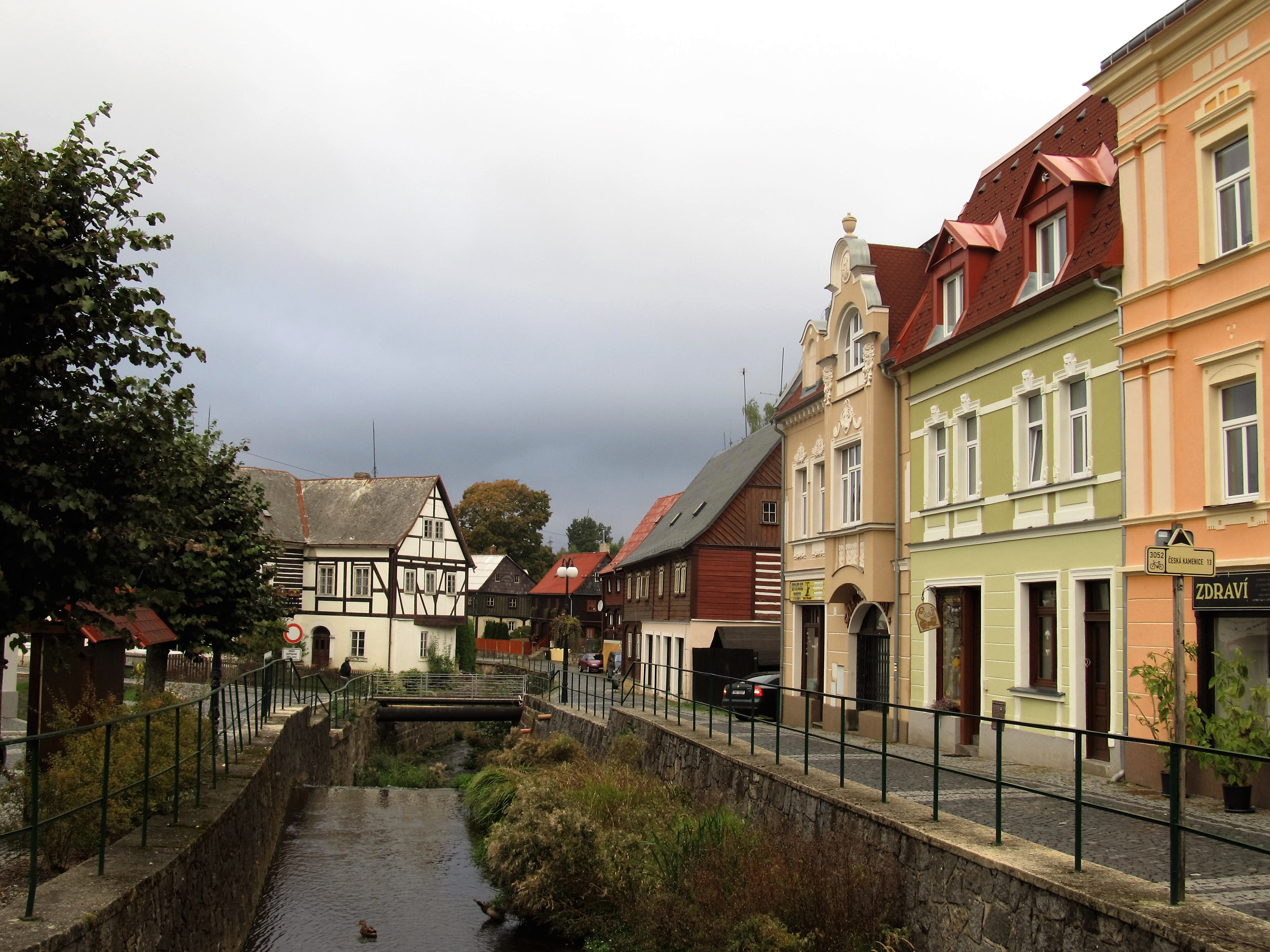
Nábřeží Chřibské Kamenice západně od náměstí
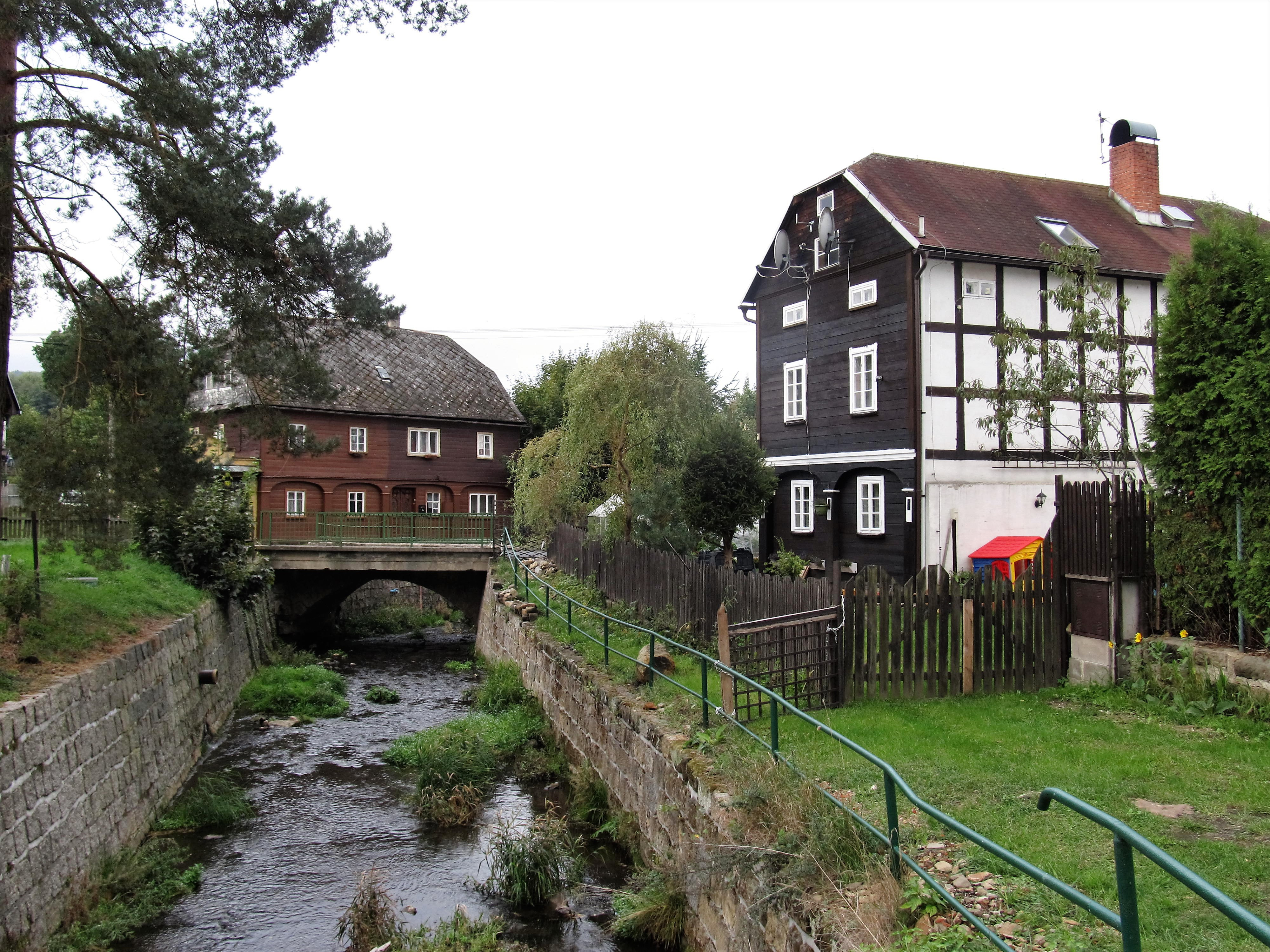
Nábřeží Chřibské Kamenice
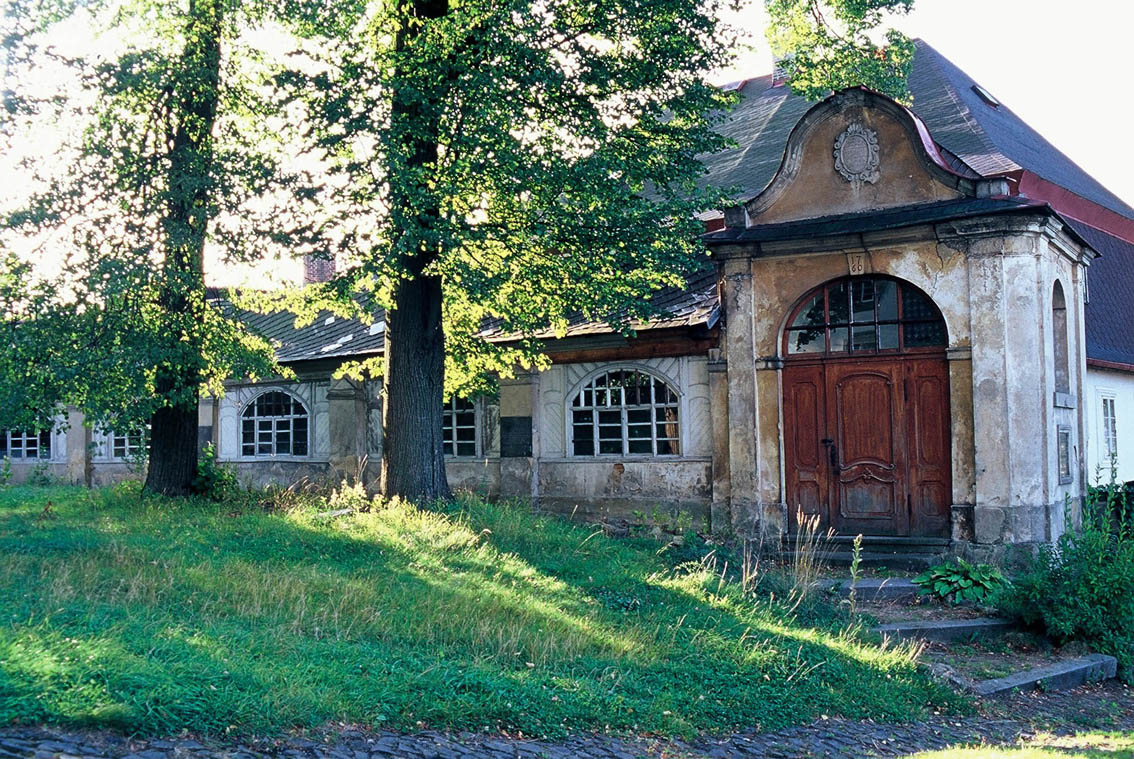
Ambit kostela Sv. Jiří s barokní kaplí z roku 1762